# Hedd Wyn

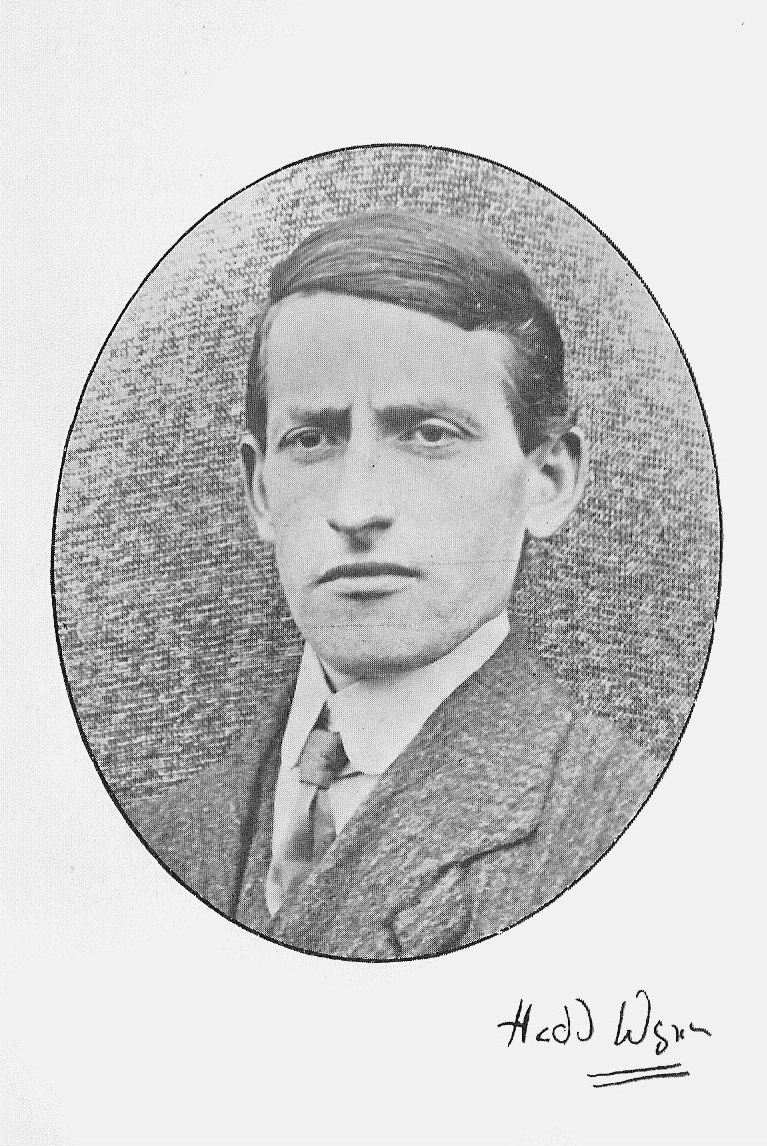
Hedd Wyn

Hedd Wyn właśc. Ellis Evans (ur. 13 stycznia 1887, zm. 31 lipca 1917) – walijski poeta, bard, który poległ w bitwie pod Passchendaele podczas I wojny światowej. Kilka tygodni po jego śmierci jego wiersz „Yr Arwr” (Bohater) zdobył w 1917 roku Eisteddfod Bardic Chair (największe wyróżnienie przyznawane poetom języka walijskiego). Stał się symbolem straconego pokolenia czasów I wojny. 